# Gabrijela Ehrlich
Gabrijela Ehrlich [êrlih], slovenska zdravnica in laiška misijonarka, * 23. marec 1916, Celovec.

## Življenje in delo
Rodila se je v družini posestnika in trgovca z lesom Albina Ehrlicha. Ljudsko šolo je obiskoval v Celovcu, kamor se je morala družina med 1. svetovno vojno preseliti. Medicino je študirala na Univerzi v Ljubljani (1938-1941) in Univerzi v Padovi (1941-1944), kjer je leta 1945 tudi doktorirala. Leta 1949 pa je v Bologni še končala specializaciji iz pediatrije. Po nasvetu brata Janeza je septembra 1952 prišla v Indijo. Do maja 1954 je kot zdravnica delala na področju Rančija, zahodno od Kolkate in kot laiška misijonarka v Holy Family Hospital-u v Mandarju. V tej bolnišnici, ki so jo  vodile zdravstvene misijonarske sestre je srečala ustanoviteljico Družbe zdravstvenih misijonskih sester dr. Anno Deugel in se po pogovoru z njo odločila in vstopila v Družbo zdravstvenih misijonskih sester. Zdravila je tudi jezuitska misijonarja, pesnika in pisatelja Jožeta Cukaleta, ko je trpel zaradi slabokrvnosti in oslabelosti. Leta 1954 se je z bratom Janezom za krajši čas vrnila domov v Žabnice, avgusta pa vstopila v noviciat Družbe zdravstvenih misijonskih sester v kraju South Shields (Združeno kraljestvo). Od junija 1957 do junija 1958 je kot zdravnica delala v Gani. Po stokovnem izpopolnjevanju v ZDA  se je 1960 preselila v Nemčijo. Leta 1967 je za nekaj mesecev odšla v Etiopijo kjer so misijonske sestre ustanavljale manjšo bolnišnico.